# فيليسي مارياني
فيليسي مارياني هو سياسي إيطالي، ولد في 8 يوليو 1954 في روما في إيطاليا. نشط حزبياً في حركة النجوم الخمسة. وقد انتخب عضو مجلس النواب في الجمهورية الإيطالية ‏ (12 مارس 2018 – ).

## وصلات خارجية
- فيليسي مارياني على موقع الفيدرالية الدولية للجودو (الإنجليزية)
- فيليسي مارياني على موقع JudoInside.com (الإنجليزية)
- فيليسي مارياني على موقع AllJudo.net (الفرنسية)
- فيليسي مارياني على موقع اللجنة الأولمبية الدولية (الإنجليزية)
- فيليسي مارياني على موقع أوليمبيديا (الإنجليزية)
- فيليسي مارياني على موقع اللجنة الأولمبية الإيطالية (الإيطالية)